# Koreaanse keuken

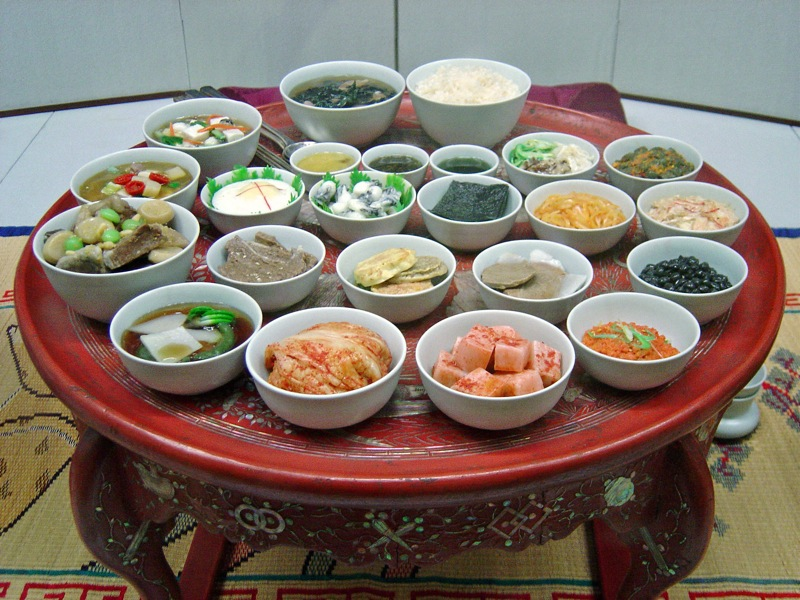
Tafel gedekt met Koreaanse gerechten

De Koreaanse keuken is gebaseerd op rijst, groenten, vis, zeewier en tofoe (dubu in het Koreaans). Typische Koreaanse maaltijden staan bekend om het grote aantal bijgerechten (banchan) die rijst, soep en kimchi (gefermenteerde groenten) vergezellen. Drie, vijf en soms wel twaalf bijgerechten worden geserveerd, afhankelijk van de gelegenheid. Koreaans eten verkrijgt zijn smaak door combinaties van sesamolie, sojapasta, sojasaus, zout, knoflook, gember en, het belangrijkste ingrediënt, chilipepers, die de speciale pittige smaak geven.
De traditionele Koninklijke keuken staat in groot contrast met de gerechten voor het gewone volk en werd ook alleen genoten door de koninklijke familie en de Yangban, de upper-class in Korea. Luxe gerechten werden geserveerd, die vaak vele uren tot dagen aan bereiding vergden. Uniek is de combinatie van warm en koud, hete en milde ingrediënten, vaste en vloeibare gerechten en het serveren op bronzen servies.

## Geschiedenis
In de Jeulum potterij periode (ongeveer 8000 tot 1500 v.Chr.),  hielden jager-verzamelaarsgemeenschappen zich bezig met vissen en jagen, en in de latere stadia met beginnende landbouw. Sinds het begin van de Mumun-pottenbakkerijperiode (1500 v.Chr.), begonnen landbouwtradities zich te ontwikkelen met nieuwe migrantengroepen uit het Liao River bekken van Mantsjoerije. Tijdens de Mumun-periode verbouwden mensen gierst, gerst, tarwe, peulvruchten en rijst, en bleven ze jagen en vissen. Archeologische overblijfselen wijzen op de ontwikkeling van gefermenteerde bonen in deze periode, en cultureel contact met nomadische culturen in het noorden vergemakkelijkte de domesticatie van dieren.

### Het tijdperk van de drie koninkrijken
In de Jeulmun-pottery period (ongeveer 8000 tot 1500 v.Chr.) hielden jager-verzamelaar samenlevingen zich bezig met vissen en jagen, en in de latere stadia met beginnende landbouw. Sinds het begin van de Mumun pottery period (1500 v.Chr.), Agrarische tradities begonnen zich te ontwikkelen met nieuwe migrerende groepen uit de Liao River Bassin van Mantsjoerije. Tijdens de Mumun-periode verbouwden mensen gierst, gerst, tarwe, groenten en rijst, en bleven jagen en vissen. Archeologische vondsten wijzen op de ontwikkeling van gefermenteerde bonen tijdens deze periode, en cultureel contact met nomadische culturen in het noorden bevorderde de domesticatie van dieren.

### Goryeo-periode

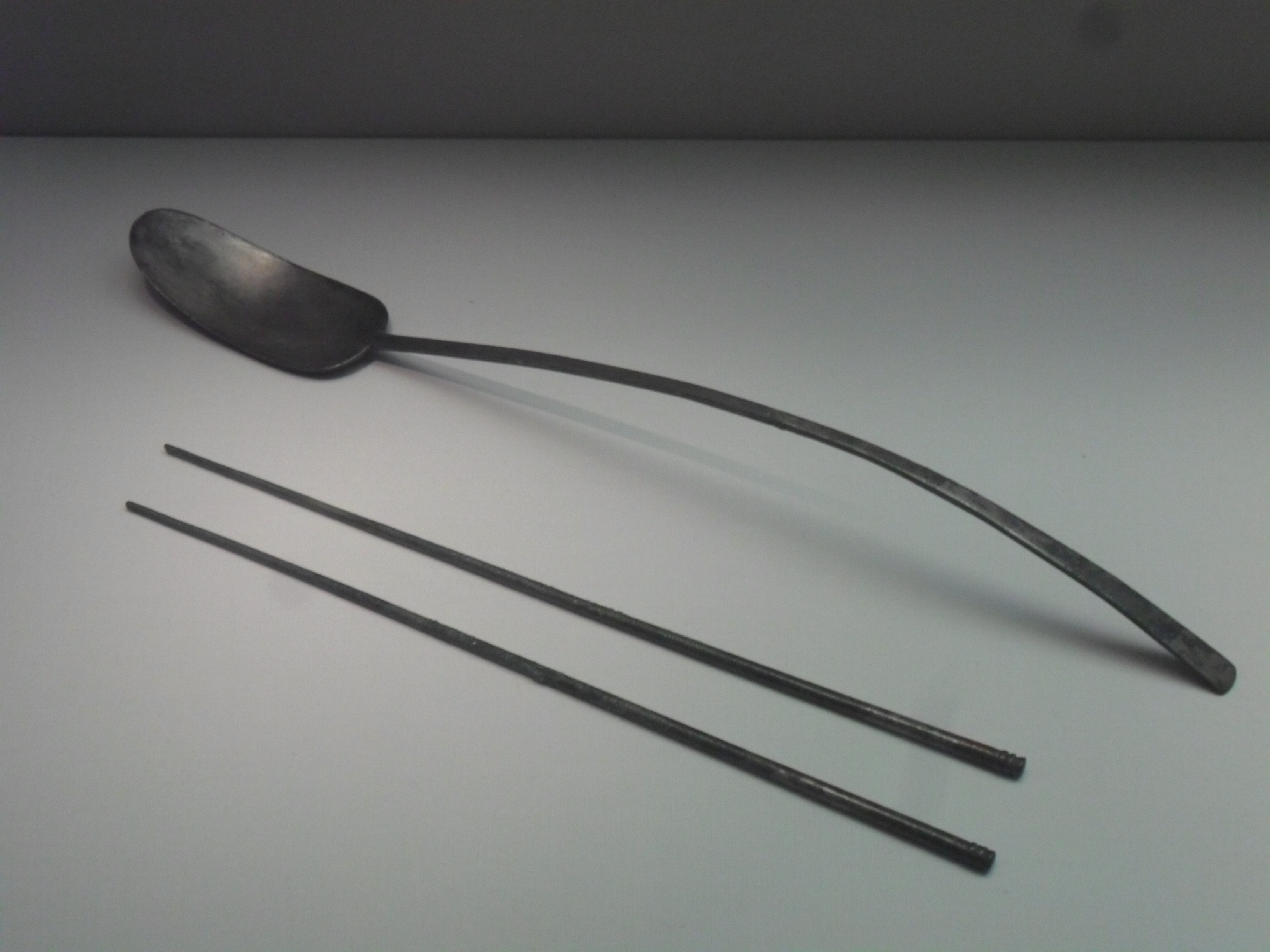
Zilveren lepel en eetstokjes begraven met Koning Injong in 1146

Tijdens de latere Goryeo-periode vielen de Mongolen Goryeo binnen in de 13e eeuw. Sommige traditionele gerechten die in Korea nog worden opgediend, hebben hun oorsprong in deze periode. De dumpling-gerecht, mandu, gegrilde vleesgerechten, noedelgerechten en het gebruik van kruiden zoals zwarte peper, vinden allemaal hun oorsprong in deze tijd.

### Joseon-periode
Landbouwinnovaties waren significant en wijdverspreid tijdens deze periode, zoals de uitvinding van de regenmeter in de 15e eeuw. In 1429 begon de regering boeken over landbouw en landbouwtechnieken te publiceren, waaronder Nongsa chiksŏl (letterlijk "Rechttoe rechtaan over landbouw"), een landbouwkundig boek samengesteld onder Koning Sejong.
Een reeks invasies in de eerste helft van de Joseon-periode veroorzaakte een dynamische verschuiving in de cultuur tijdens de tweede helft van de periode. Groepen van silhak ("praktisch leren") geleerden begonnen het belang te benadrukken van het zoeken naar innovatie en technologie buiten het land om de landbouwsystemen te verbeteren. Door Europeanen verhandelde gewassen uit de Nieuwe Wereld begonnen te verschijnen, verkregen via handel met China, Japan, Europa en de Filipijnen; deze gewassen omvatten maïs, zoete aardappels, chilipepers, tomaten, pinda’s en pompoen. Aardappelen en zoete aardappelen waren bijzonder geliefd, omdat ze konden groeien op gronden en in terreinen die voorheen onbenut waren.
De overheid ontwikkelde de landbouw verder door middel van technologie en lagere belastingen. Complexe irrigatiesystemen die door de regering werden gebouwd, stelden boeren in staat grotere hoeveelheden gewassen te produceren en niet alleen gewassen voor het eigen levensonderhoud, maar ook gewassen zoals handelsgewas. Verminderde belasting van de boerenbevolking bevorderde ook de groei van de handel via periodieke markten, die meestal om de vijf dagen werden gehouden. In de 19e eeuw bestonden er duizend van dergelijke markten, die fungeerden als gemeenschappelijke centra voor economische handel en vermaak.
Het einde van de Joseon-periode werd gekenmerkt door aanhoudende aanmoediging om handel te drijven met de westerse wereld, China en Japan. In de jaren 1860 leidden handelsakkoorden die werden doorgedrukt door de Japanse regering ertoe dat de Joseondynastie haar havens opende voor de westerse wereld, en tot talrijke verdragen met de Verenigde Staten, Groot-Brittannië, Frankrijk en andere westerse landen.
De opening van Korea voor de westerse wereld bracht verdere culturele en culinaire uitwisseling met zich mee. Westerse missionarissen introduceerden nieuwe ingrediënten en gerechten in Korea. Elites van Joseon maakten kennis met deze nieuwe voedingsmiddelen via buitenlanders die het koninklijk hof bezochten als adviseurs of artsen. Deze periode zag ook de introductie van verschillende smaakmakers geïmporteerd uit Japan via westerse handelaars, evenals alcoholische dranken uit China.

### Koloniale periode tot moderne tijd

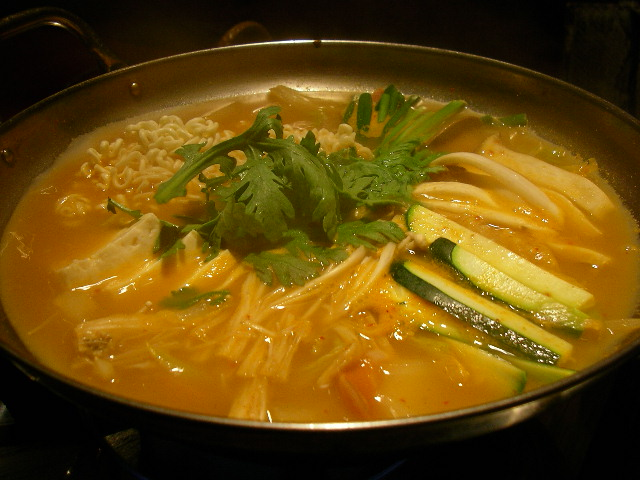
Budae jjigae, een pittige stoofpot ontstaan tijdens de Koreaanse Oorlog.

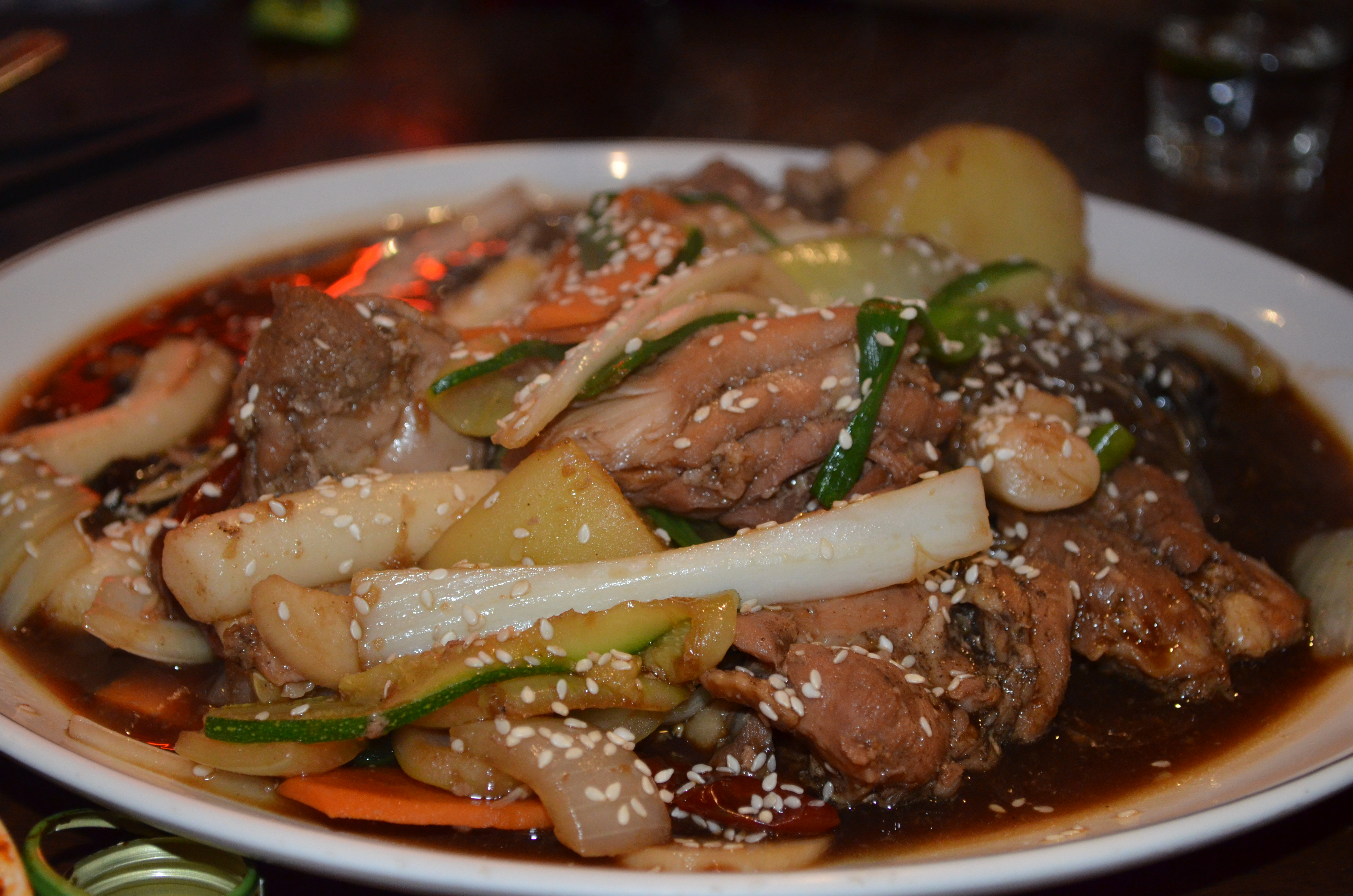
Koreaanse kipgerecht (Jjimdak) in Sydney, Australië

Japan bezette het Koreaans schiereiland van 1910 tot 1945. Veel landbouwsystemen werden overgenomen door de Japanners om de voedselvoorziening van Japan te ondersteunen. Tijdens de Japanse bezetting van Korea werden kleine boerderijen samengevoegd tot grootschalige landbouwbedrijven, wat leidde tot hogere opbrengsten. De rijstproductie nam in deze periode toe om de Japanse oorlogsinspanningen te ondersteunen. Veel Koreanen begonnen als gevolg daarvan zelf andere graansoorten te verbouwen voor eigen consumptie.
De maaltijden tijdens de Japanse bezetting varieerden sterk. Koreanen aten doorgaans twee maaltijden per dag in de koude seizoenen en drie in de warmere maanden. Voor de lagere klassen was verzadiging belangrijker dan kwaliteit. Mensen in de armste lagen van de bevolking kregen misschien slechts één kom witte rijst per jaar; de rest van het jaar aten ze goedkopere granen zoals gierst en gerst. Voor de Koreaanse midden- en hogere klasse lag dit anders: Westerse voedingsmiddelen deden hun intrede, waaronder witbrood en kant-en-klare producten zoals voorgekookte noedels. De Japanse bezetting eindigde na de nederlaag van Japan in de Tweede Wereldoorlog.
Het land bleef in onrust na de Koreaanse Oorlog (1950–1953) en tijdens de Koude Oorlog, waarbij Korea werd verdeeld in Noord-Korea en Zuid-Korea. Tijdens beide periodes bleef voedsel schaars. In deze tijd ontstond de stoofpot budae jjigae, die gebruik maakt van goedkope vleessoorten zoals worst en Spam.
Vanaf dit punt liepen de geschiedenissen van Noord- en Zuid-Korea sterk uiteen. In de jaren 1960 begon onder president Park Chung-hee een periode van industrialisatie, waarmee Zuid-Korea economische en culturele macht verwierf op het wereldtoneel. De landbouwproductie steeg door het gebruik van kunstmest en moderne landbouwapparatuur. In de jaren 1970 namen de voedseltekorten af. De consumptie van instant- en bewerkte voedingsmiddelen nam toe, net als de algehele voedselkwaliteit. De productie van vee en zuivel steeg dankzij commerciële melkveebedrijven en gemechaniseerde landbouw. De consumptie van varkens- en rundvlees steeg aanzienlijk: van 3,6 kg per persoon in 1961 naar 11 kg in 1979. Dit leidde tot de opkomst van bulgogi-restaurants, die het voor de Zuid-Koreaanse middenklasse mogelijk maakten om regelmatig vlees te eten. De vleesconsumptie bleef stijgen tot 40 kg in 1997; visconsumptie bedroeg 49,5 kg in 1998. Tegelijkertijd daalde de rijstconsumptie van 128 kg per persoon in 1985 tot 106 kg in 1995 en 83 kg in 2003. Deze daling ging gepaard met een toename in de consumptie van brood en noedels.
In 2009 lanceerde de Zuid-Koreaanse overheid een culinaire diplomatie-programma van 77 miljoen dollar onder de naam Korean Cuisine to the World, om de Koreaanse keuken wereldwijd te promoten, met name in de Verenigde Staten en islamitische landen.

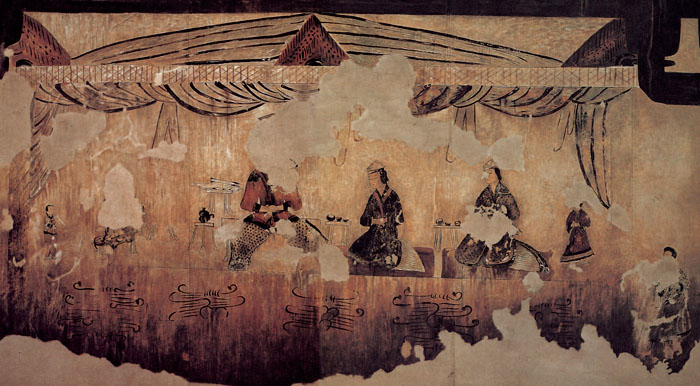
In a mural of Gakjeochong (각저총 "Tombs of Wrestlers"), a Goguryeo tomb built around the 5th century shows a Goguryeo nobleman having a meal with two ladies.

## Eten

### Granen
Granen zijn een van de belangrijkste basisvoedingsmiddelen in het Koreaanse dieet. Vroege mythen over de stichting van verschillende koninkrijken in Korea draaien om granen. Een van deze mythen vertelt over Jumong, die gerstzaden ontving van twee duiven die door zijn moeder waren gestuurd nadat hij het koninkrijk Goguryeo had gesticht. Een andere mythe gaat over de drie stichtende godheden van Jeju-eiland, die zouden trouwen met de drie prinsessen van Tamna. Deze godheden brachten zaden van vijf verschillende graansoorten mee, die als eerste werden geplant en zo het begin vormden van de landbouw.
In de premoderne tijd waren granen zoals gerst en gierst de belangrijkste voedselbronnen. Ze werden aangevuld met tarwe, sorghum en boekweit. Rijst is geen inheem gewas in Korea, en gierst was waarschijnlijk de meest gebruikte graansoort voordat rijst werd verbouwd. Tijdens de periode van de Drie Koninkrijken werd rijst de favoriete graansoort, vooral in de koninkrijken Silla en Baekje in het zuiden van het Koreaanse schiereiland. In Silla was rijst zo'n waardevol product dat het werd gebruikt om belastingen te betalen. Het Chinees-Koreaanse woord voor "belasting" bevat zelfs het karakter voor de rijstplant. De voorkeur voor rijst nam verder toe in de Joseon-periode, toen nieuwe teeltmethoden en rijstvariëteiten de productie hielpen verhogen.
Omdat rijst aanvankelijk extreem duur was in Korea, werd het waarschijnlijk gemengd met andere granen om het langer mee te laten gaan. Dit gebeurt nog steeds in gerechten zoals boribap (rijst met gerst) en kongbap (rijst met bonen). Witte rijst, waarbij de zemelen zijn verwijderd, is sinds de introductie de meest geliefde vorm van rijst in de Koreaanse keuken. Traditioneel wordt rijst gekookt in een ijzeren pot, een sot (솥) of musoe sot (무쇠솥) genoemd. Deze kookmethode gaat minstens terug tot de Goryeo-periode, en deze potten zijn zelfs teruggevonden in graven uit de Silla-periode. De sot wordt vandaag de dag nog steeds op vrijwel dezelfde manier gebruikt als eeuwen geleden.
Rijst wordt niet alleen gegeten als een eenvoudige kom witte rijst, maar ook verwerkt in diverse andere gerechten. Het wordt vaak vermalen tot meel en gebruikt voor het maken van tteok (rijstcakes), waarvan er meer dan tweehonderd soorten bestaan. Daarnaast wordt rijst gekookt tot een pap (juk) of een dunnere gruel (mieum) en gemengd met andere granen, vlees of zeevruchten. Koreanen maken ook verschillende soorten rijstwijn, zowel gefilterd als ongefilterd. Granen worden al eeuwenlang gebruikt voor het maken van misu en misu-garu, drankjes op basis van graanpoeder die soms dienen als maaltijdvervangers.

### Fruit
Door het gevarieerde gematigde klimaat van het Koreaanse schiereiland groeien er veel verschillende soorten gekweekte en wilde vruchten. Aziatische peren in talloze variëteiten, appels, meloenen, bessen en meer zijn typische producten die in de zomer en herfst geoogst worden.

### Peulvruchten
Peulvruchten hebben altijd een belangrijke rol gespeeld in de Koreaanse geschiedenis en keuken, wat ook blijkt uit de oudste teruggevonden peulvruchten op archeologische vindplaatsen in Korea. Uit opgravingen bij de Okbang-site in Jinju, provincie Zuid-Gyeongsang, blijkt dat sojabonen al rond 1000–900 v.Chr. werden verbouwd als voedselgewas. Tegenwoordig worden ze nog steeds verwerkt tot dubu (tofoe), terwijl taugé (kongnamul) geblancheerd en gewokt als groente worden gegeten, en hele sojabonen worden op smaak gebracht en als bijgerecht geserveerd. Ze worden ook gebruikt om sojamelk van te maken, die de basis vormt van het noedelgerecht kongguksu. Een bijproduct van de productie van sojamelk is biji of kong-biji, een pulp die wordt gebruikt om stoofschotels en pap in te dikken. Sojabonen worden ook gekookt met andere bonen en granen in gerechten zoals kongbap, en vormen de belangrijkste basis voor gefermenteerde smaakmakers die samen worden aangeduid als jang. Voorbeelden hiervan zijn doenjang en cheonggukjang (sojapasta’s), ganjang (sojasaus), gochujang (gefermenteerde rode peperpasta) en andere.
De nokdu (mungboon) wordt veel gebruikt in de Koreaanse keuken. Sukju namul (taugé) worden vaak als bijgerecht geserveerd, geblancheerd en vervolgens gewokt met sesamolie, knoflook en zout. Gemalen mungbonen worden gebruikt voor het maken van nokdujuk, een pap die vaak wordt gegeten als voedingssupplement of om de spijsvertering te ondersteunen, vooral bij zieke mensen. Een populaire snack is bindaetteok, een mungboonpannenkoek gemaakt van gemalen nokdu en verse sukju namul. Zetmeel uit gemalen mungbonen wordt gebruikt om doorzichtige dangmyeon (glasmie) te maken. Deze noedels zijn het hoofdingrediënt in japchae (een saladeachtig gerecht) en sundae (Koreaanse bloedworst), maar worden ook gebruikt als extra ingrediënt in soepen en stoofpotten. Het zetmeel kan ook worden verwerkt tot gelei-achtige gerechten zoals nokdumuk en hwangpomuk. Deze muk hebben een neutrale smaak en worden vaak geserveerd met sojasaus, sesamolie en verkruimeld zeewier, of met andere smaakmakers zoals in het gerecht tangpyeongchae.
Het verbouwen van adukibonen (rode bonen) gaat terug tot de oudheid, zoals blijkt uit een opgraving in Odong-ri, Hoeryong, provincie Noord-Hamgyong, vermoedelijk uit de Mumun-periode (ongeveer 1500–300 v.Chr.). Adukibonen worden meestal gegeten als patbap (rijst gemengd met rode bonen) of als vulling of buitenlaag van tteok (rijstcake) en broodjes. Een pap van rode bonen, patjuk, wordt vooral in de winter gegeten. Tijdens Dongjinal, een traditionele Koreaanse feestdag op 22 december, eten mensen dongji patjuk, een variant met saealsim (새알심), balletjes van kleefrijstdeeg. In de oude Koreaanse traditie werd patjuk beschouwd als een gerecht dat kwade geesten zou verdrijven.

### Specerijen en smaakmakers
Smaakmakers in de koreaanse keuken kunnen worden onderverdeeld in gefermenteerde en niet-gefermenteerde varianten. Gefermenteerde smaakmakers zijn onder andere ganjang (sojasaus), doenjang (gefermenteerde sojabonenpasta), gochujang (gefermenteerde rode peperpasta) en verschillende soorten azijn. Niet-gefermenteerde smaakmakers en specerijen omvatten rode peper, zwarte peper, cordifolia, mosterd, chinensis, knoflook, ui, gember, prei en lente-ui.

### Gochujang
Gochujang wordt in veel historische teksten genoemd, waaronder Mangi Yoram, The Three States, Nonggawolryeongga, Gijaejapgi en Hyangyak-jipseongbang. De Hyangyak-jipseongbang, die rond 1433 werd geschreven tijdens de Joseon-dynastie, is een van de oudste bronnen waarin gochujang wordt vermeld.
Gochujang is een gefermenteerde bonenpasta waaraan rode peperpoeder, sojabonenpoeder en rijstmeel worden toegevoegd om een pittige pasta te creëren. Het kan aan veel gerechten worden toegevoegd, zowel als smaakmaker als dipsaus.
Veel varianten van jang (gefermenteerde bonenpasta) bestaan, waaronder doenjang (gemaakt van sojabonen en pekel), ganjang (sojabonen, water en zout), chogochujang (een mengsel van gochujang en azijn) en jeotgal (een combinatie van verschillende jang-soorten met zeevruchten).
Groenten zoals komkommer, wortel en kool worden vaak in gochujang gedipt. Het is een veelgebruikte smaakmaker voor Koreaanse barbecuegerechten, waaronder varkensvlees en rundvlees. Een populair gerecht waarbij gochujang wordt gebruikt, is bibimbap, een rijstgerecht met spinazie, radijs en sojascheuten, soms aangevuld met rundvlees. Een ander geliefd gerecht waarin gochujang een belangrijke rol speelt, is tteokbokki (gekruide rijstcakes).
Tijdens de Goryeo-periode werd aangenomen dat gochujang mensen kon helpen herstellen van verkoudheid en uitputting. Daarnaast suggereren sommige studies dat rode pepers kunnen helpen bij het bestrijden van obesitas en diabetes. Gochujang wordt vaak toegevoegd aan gerechten om de voedingswaarde van maaltijden te verhogen.

### Vlees
In de oudheid werd het meeste vlees in Korea waarschijnlijk verkregen door jachten en vissen. Oude verslagen tonen aan dat veeteelt op kleine schaal begon tijdens de periode van de Drie Koninkrijken. Vlees werd in die tijd meestal geroosterd of verwerkt in soepen en stoofschotels. Mensen die dichter bij de zee woonden, konden hun dieet aanvullen met vis, terwijl mensen in het binnenland vaker vlees aten.

#### Rundvlees
Rundvlees is het meest gewaardeerde vlees in de koreaanse keuken, en vee speelt een belangrijke culturele rol in Koreaanse huishoudens. Tegenwoordig wordt rundvlees op verschillende manieren bereid, waaronder geroosterd, gegrild (gui) of gekookt in soepen. Rundvlees kan ook worden gedroogd tot yukpo, een vorm van po, vergelijkbaar met gedroogde zeevruchten zoals eopo.
Vee werd traditioneel beschouwd als waardevolle trekdieren en soms zelfs als gelijken van menselijke dienaren of als familieleden. Tijdens de eerste ‘koeien’-dag van het maanjaar kregen runderen zelfs hun eigen feestdag. Ondanks hun culturele waarde werd rundvlees echter niet veel gegeten, omdat het slachten van een koe grote gevolgen had voor de landbouw. Om deze reden werden varkensvlees en vis vaker geconsumeerd. Tijdens de Goryeo-periode verbood de boeddhistische heersende klasse het eten van rundvlees. In de 13e eeuw hieven de Mongolen dit verbod op en stimuleerden ze de rundvleesproductie, een trend die werd voortgezet in de Joseon-periode, toen de regering zowel de hoeveelheid als de kwaliteit van rundvlees probeerde te verhogen. Pas in de tweede helft van de 20e eeuw werd rundvlees een regelmatig onderdeel van de maaltijd.

#### Kip
Kip speelt een belangrijke rol als eiwitbron in de Koreaanse geschiedenis, wat blijkt uit verschillende mythen. Een van deze mythen vertelt hoe de geboorte van Kim Alji, de stamvader van de Kim-clan uit Gyeongju, werd aangekondigd door het kraaien van een witte kip. In Koreaanse mythologie wordt de geboorte van een stamvader altijd aangekondigd door een dier met bovennatuurlijke eigenschappen, wat de culturele betekenis van kip onderstreept.
Kip wordt vaak geroosterd, gestoofd met groenten of verwerkt in soepen. In de Koreaanse keuken worden alle delen van de kip gebruikt, waaronder de maag, lever en poten. Jonge kippen worden gestoofd met ginseng en andere ingrediënten in de medicinale soep samgyetang, die tijdens de zomermaanden wordt gegeten om de hitte te bestrijden. Kippenpoten, dakbal (닭발), worden vaak geroosterd en overgoten met een pittige gochujang-saus en geserveerd als anju, een bijgerecht dat vaak wordt gegeten bij alcoholische dranken zoals soju.

#### Varkensvlees
Varkensvlees is een andere belangrijke bron van dierlijk eiwit in de koreaanse keuken. Historische bronnen geven aan dat varkensvlees al sinds de oudheid deel uitmaakt van het Koreaanse dieet, net als rundvlees.
Bepaalde voedingsmiddelen worden traditioneel vermeden in combinatie met varkensvlees, zoals Chinese klokbloemwortel (doraji, 도라지) en lotuswortel (yeonppuri, 연뿌리), omdat men dacht dat deze combinaties diarree zouden veroorzaken. Alle delen van het varken worden in de Koreaanse keuken gebruikt, waaronder het hoofd, de ingewanden, lever, nieren en andere organen. Deze worden op verschillende manieren bereid, zoals gestoomd, gestoofd, gekookt of gerookt.
Een van de populairste gerechten met varkensvlees is samgyeopsal (삼겹살), gegrilde varkensbuik, die vaak geserveerd wordt met knoflook, ssamjang (een dipsaus op basis van doenjang en gochujang) en slabladeren om het in te wikkelen.

#### Vis en zeevruchten
Door de ligging van het Koreaans schiereiland hebben vis en schaaldieren altijd een belangrijke rol gespeeld in de koreaanse keuken. Er zijn aanwijzingen uit de 12e eeuw dat gewone burgers voornamelijk vis en zeevruchten aten, zoals garnaal, schelpen, oesters, abalone en modderkruipers, terwijl schapen en varkensvlees waren gereserveerd voor de hogere klasse.
Zowel zoetwater- als zoutwatervis zijn populair en worden rauw, gegrild, geroosterd, gedroogd of verwerkt in soepen en stoofschotels gegeten. Veel voorkomende gegrilde vissoorten zijn makreel, lintvis, croaker en Pacifische haring. Kleinere vissen, garnalen, inktvissen, weekdieren en andere zeevruchten kunnen worden gezouten en gefermenteerd tot jeotgal. Daarnaast wordt vis vaak gedroogd om de houdbaarheid te verlengen en transport mogelijk te maken. Populaire gedroogde vissoorten zijn geelstaart, ansjovis (myeolchi, 멸치) en croaker. Gedroogde ansjovis en zeewier (dashima) vormen vaak de basis voor Koreaanse soepbouillons.
Schaaldieren worden op diverse manieren gegeten. Ze kunnen worden gebruikt om bouillon te trekken, rauw worden gegeten met chogochujang (een saus van gochujang en azijn) of als ingrediënt in talloze gerechten. Rauwe oesters en andere zeevruchten worden soms toegevoegd aan kimchi om de smaak te verrijken. Gezouten babygarnalen, saeujeot (새우젓), worden gebruikt als smaakmaker bij het maken van bepaalde soorten kimchi. Grote garnalen worden vaak gegrild als daeha gui (대하구이), of gedroogd en gemengd met groenten en rijst geserveerd.
Tot de weekdieren die in de Koreaanse keuken worden gegeten, behoren octopus, zeekat en inktvis, die op verschillende manieren kunnen worden bereid, zoals gegrild, geroerbakt of gestoofd.

### Groenten
De koreaanse keuken gebruikt een grote verscheidenheid aan groenten, die vaak ongekookt worden geserveerd, hetzij in salades of pickles, evenals gekookt in verschillende stoofschotels, roerbakgerechten en andere warme gerechten. Veelgebruikte groenten zijn Koreaanse radijs, napa-kool, komkommer, aardappel, zoete aardappel, spinazie, taugé, lente-uitjes, knoflook, chilipepers, zeewier, courgette, paddenstoelen en lotuswortel. Verschillende soorten wilde groenten, gezamenlijk bekend als Chwinamul (zoals Aster scaber), zijn een populair gerecht, en andere wilde groenten zoals adelaarsvaren-scheuten (Gosari) of Koreaanse ballonbloemwortel (Doraji) worden ook geoogst en in het seizoen gegeten. Traditionele medicinale kruiden in de Koreaanse keuken, zoals ginseng, lingzhi, wolfberry, Codonopsis pilosula en Angelica sinensis, worden vaak gebruikt als ingrediënten in gerechten, zoals in samgyetang.

### Medicinale voeding
Medicinale voeding (boyangshik) omvat een breed scala aan speciale voedingsmiddelen die worden bereid en gegeten vanwege hun vermeende medicinale doeleinden, vooral tijdens de heetste periode van 30 dagen in de maankalender, genaamd sambok. Het consumeren van warme voedingsmiddelen wordt verondersteld qi te herstellen, evenals de seksuele en fysieke stamina die verloren gaat door de zomerse hitte. Veel gegeten boyangshik zijn onder andere ginseng, kip, zwarte geit, abalone, paling, karper, runderbotsoepen en varkensnieren.

##### Samgyetang
Samgyetang is een kippensoep met ginseng die traditioneel wordt geconsumeerd tijdens Boknal (복날)-dagen: de heetste dagen van de zomer. Het is een Koreaanse gewoonte om heet voedsel te eten bij warm weer, genaamd Iyeolchiyeol (이열치열), wat betekent "hitte bestrijden met hitte". Hierdoor is samgyetang het favoriete energiegevende gerecht van Koreanen, en het is gebruikelijk om het te eten op sambok (삼복)-dagen — Chobok (초복), Jungbok (중복) en Malbok (말복) — die worden beschouwd als de heetste dagen in Korea.

## Traditioneel eten
Koreanen eten traditioneel aan lage tafels, zittend op een kussen. Koreanen hechten waarde aan de presentatie van een maaltijd. Een dinertafel ziet er als volgt uit:
- een kom rijst (per persoon), van klei of roestvrij staal, meestal met een deksel om de rijst warm te houden
- een klein kommetje hete soep (per persoon)
- een grote lepel voor rijst en soep (guk)
- een set eetstokjes (van roestvrij staal) om de bijgerechten te eten
- verschillende kleine kommetjes met bijgerechten (banchan)
- in plaats van dunne soep (guk) wordt ook vaak jjigae geserveerd, een wat dikkere soep; deze wordt geserveerd in een grote kom in het midden van de tafel, dus niet in een klein persoonlijk kommetje.

## Traditionele tafelmanieren
Hoewel er geen voorgeschreven volgorde is in het eten van de verschillende gerechten in de traditionele keuken, starten veel Koreanen met een klein beetje soep, voordat ze aan andere gerechten beginnen. Afwijkend van andere landen waar met stokjes wordt gegeten, eten Koreanen rijst niet met stokjes, maar met een lepel. De rijst- en soepkom blijven op tafel staan en worden niet opgetild. Bijgerechten worden wel gegeten met stokjes.
Slechte tafelmanieren zijn neus snuiten aan tafel, praten met volle mond, eetgeluiden maken, mengen van soep en rijst, met handen eten, rijst eten met stokjes en te veel eten. Bij informele gelegenheden wordt met deze regels vaak gebroken. Hoewel niet alle gerechten op tafel opgegeten worden, is het gebruikelijk je eigen kommetjes leeg te eten.

## Traditionele gerechten
Koreaans eten wordt iets anders bereid dan Japans en Chinees eten. Koreanen maken meestal niet een gerecht voor één maaltijd of één dag. Soep wordt meestal bereid voor één of twee maaltijden, maar de andere gerechten worden vaak meerdere dagen gebruikt. Tijdens het kimjangseizoen, worden grote hoeveelheden kimchi gemaakt. Hierbij wordt verse groente ingemaakt, zodat tijdens de winter ook groente gegeten kan worden.
- Beondegi is een populaire snack uit de Koreaanse keuken.
- Bulgogi (불고기)
Rundvlees (soms varkensvlees), gemarineerd in sojasaus, sesamolie, knoflook en pepers. Bereid boven de grill, vaak aan tafel. Het is een hoofdgerecht en wordt geserveerd met rijst en bijgerechten. Bulgogi betekent letterlijk "vuur-rund" en wordt ook wel Koreaanse barbecue genoemd.
- Bibimbap (비빔밥)
Betekent letterlijk gemengde rijst of gemengde maaltijd. Rijst bedekt met groenten, rundvlees en ei, geserveerd met een pasta van pepertjes. Een variatie van dit gerecht, dolsot bibimbap, wordt geserveerd in een verwarmde stenen kom, waarin een rauw ei gekookt wordt tegen de zijkanten van de kom.
- Galbi of kalbi (갈비)
Ribbetjes, van varken of rund, gebakken op een gaspit in het midden van de tafel en vergezeld van rijst en diverse bijgerechten.
- Gimbap of kimbap (김밥)
Betekent letterlijk zeewier rijst. Rijst met reepjes groenten, ei en ham, opgerold in zeewier en gesneden. Dit is een populaire snack bij kinderen voor tijdens de lunch. Lijkt op Japanse rijstrolletjes (sushi).
- Juk, een soort rijstepap
- Kimchi or gimchi (김치 in Hangul)
Groenten, meestal kool of witte radijs. Gewoonlijk ingemaakt in pekel met ansjovis, gember, knoflook, groene ui en chilipepers. Wordt gegeten als bijgerecht.
- Kongbap een rijstgerecht.
- Naengmyeon (냉면;冷麵)
Betekent letterlijk koude pasta. Dit zomergerecht bevat verschillende soorten zelfgemaakte noedels en wordt geserveerd in een grote kom met ijs, dunne reepjes rauwe groenten en vaak een gekookt ei of koud vlees.
- Nurungji is een snack.
- Songpyeon (송편)
Taart, geserveerd tijdens Chuseok, het traditionele "midden-herfst-feest". Wordt gedecoreerd met sesam, sojabonen en kastanjes.
- Yugwa Koreaans snoepgoed.

## Gerechten
Koreaans voedsel kan grotendeels worden onderverdeeld in groepen "hoofdgerechten", "bijgerechten" , and "nagerechten" . De hoofdgerechten zijn gemaakt van granen zoals bap (een kom rijst), juk' (pap), en guksu (noedels).
Veel Koreaanse banchan vertrouwen op fermentatie voor smaak en conservering, wat resulteert in een pittige, zoute en kruidige smaak. Bepaalde regio's worden in het bijzonder geassocieerd met bepaalde gerechten (bijvoorbeeld de stad Jeonju met bibimbap), hetzij als plaats van herkomst of voor een beroemde regionale variëteit. Restaurants gebruiken deze beroemde namen vaak op hun borden of menu's (bijvoorbeeld “Suwon galbi”).

### Soepen en stoofschotels

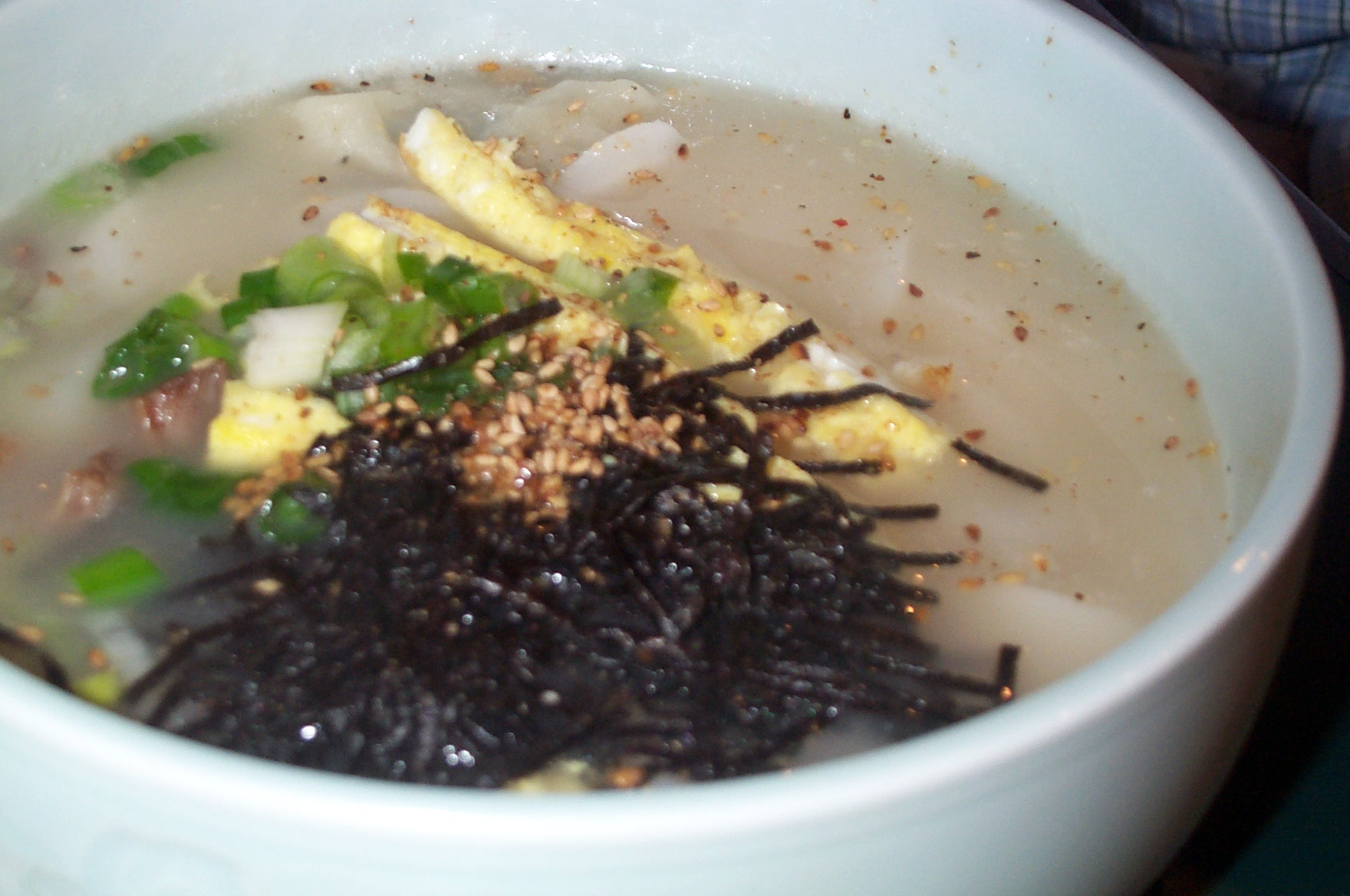
Tteokguk, soep gemaakt met tteok (rijstcake). Het wordt ook wel Nieuwjaarssoep genoemd.

Soepen zijn een vast onderdeel van elke Koreaanse maaltijd. In tegenstelling tot andere culturen wordt soep in de Koreaanse cultuur niet aan het begin of einde van de maaltijd geserveerd, maar als onderdeel van het hoofdgerecht, samen met rijst en andere banchan (bijgerechten). Soepen, bekend als guk, worden vaak bereid met vlees, schelpdieren en groenten. Sommige soepen worden gemaakt als meer formele soepen, bekend als tang, die vaak als hoofdgerecht worden geserveerd. Jjigae zijn dikkere, zwaarder gekruide soepen of stoofschotels.
Enkele populaire soorten soepen zijn:
- Malgeunguk, worden op smaak gebracht met ganjang. Kleine hoeveelheden lang gekookt vlees kunnen aan de soep worden toegevoegd, of zowel verse als gedroogde zeevruchten, of groenten kunnen het hoofdbestanddeel van de heldere soep vormen.
- Doenjang-guk' worden gekruid met doenjang. Gangbare ingrediënten voor tojang guk zijn zeevruchten zoals mosselen, gedroogde ansjovis en garnalen. Voor een pittigere soep wordt gochujang toegevoegd.[21]
- Tteok-guk is een rijstkoeksoep die gewoonlijk wordt gemaakt met gesneden rijstwafels en runderbouillon. Witte rijstwafels werden Baekbyeong (백병-白餠) of Geomo (거-擧摸) genoemd. Tteok-guk wordt gemaakt met dun gesneden garae-tteok, lange, cilindervormige rijstwafels gemaakt van rijstmeel. Tteok-guk wordt gekookt in kippenbouillon, maar werd oorspronkelijk gekookt in fazantvleessoep. Er staat: “Op fazant jagen is niet gemakkelijk, en omdat ze kippen fokken, gebruiken ze kip in plaats van fazant, en als er geen kip is, gebruiken ze zelfs rundvlees”. In Noord-Korea is er een variatie op dit recept, joraengi tteokguk genaamd, waarbij rijstwafels in de vorm van ballen worden gemaakt. Het wordt gegeten op Nieuwjaar omdat Koreanen geloven dat als je een kom tteok-guk eet op de eerste van het maanjaar, je een jaar ouder wordt. Er is het geloof dat rijstwafels in ovale vorm geluk brengen omdat ze lijken op oude Koreaanse munten die bekend staan als yeopjeon.
- Gomguk of gomtang' , en ze worden gemaakt van het koken van runderbotten of kraakbeen. Van oorsprong een boerengerecht, worden alle delen van rundvlees gebruikt, inclusief staart-, been- en ribbotten met of zonder vlees eraan; deze worden gekookt in water om vet, merg en gelatine te extraheren om een rijke soep te creëren. Sommige versies van deze soep kunnen ook de runderkop en ingewanden gebruiken. De enige smaakmaker die over het algemeen in de soep wordt gebruikt is zout.
- Naengguk, dit zijn koude soepen die meestal in de zomermaanden worden gegeten om het eten af te koelen. Deze soepen worden meestal licht gekruid met ganjang en sesamolie.[22]
- Shin-son-ro (of koo-ja tang), de naam komt van de speciale kookpot met schoorsteen voor het verbranden van houtskool. De betekenis is een haard of oven of een pot voor vuur of wierook die altijd negentien vullingen bevat. De negentien vullingen waren onder andere rundvlees, vis, eieren, wortel, champignons en ui.[23]

Stoofpotjes worden jjigae genoemd en zijn vaak een gedeeld bijgerecht. Jjigae wordt vaak zowel gekookt als geserveerd in de geglazuurde aardewerken pot ('ttukbaegi) waarin het wordt gekookt. De meest voorkomende versie van deze stoofpot is doenjang jjigae, een stoofpot van sojabonenpasta, met vele variaties; veel voorkomende ingrediënten zijn groenten, zout- of zoetwatervis en tofu. De stoofpot verandert vaak met de seizoenen en de beschikbare ingrediënten. Andere veel voorkomende varianten van jjigae bevatten kimchi ('kimchi jjigae') of tofu ('sundubu jjigae').
- 'Miyeok-guk'. Deze soep wordt gemaakt van gedroogd zeewier, volgens 조선요리제법, wordt het meestal gemaakt door 미역 te bakken met rundvlees, water erbij te gieten en de soep te maken. Door mosselen toe te voegen wordt de smaak beter. In kustgebieden gebruiken ze ook vis in plaats van rundvlees. Het wordt meestal gegeten op de verjaardagen van Koreanen, in het bijzonder op samchil dag (삼칠일: een rustperiode na de geboorte van de pasgeborene); baek-il (백일: de 100e dag na de geboorte van een baby); doljanchi (돌잔치: de eerste verjaardag van de baby). De Koreaanse traditie van moeders die zeewier eten na de geboorte is ontstaan in Goguryeo.[25] Het Koreaanse woord voor zeewier, miyeok, komt oorspronkelijk uit Goguryeo.[26]

### Kimchi

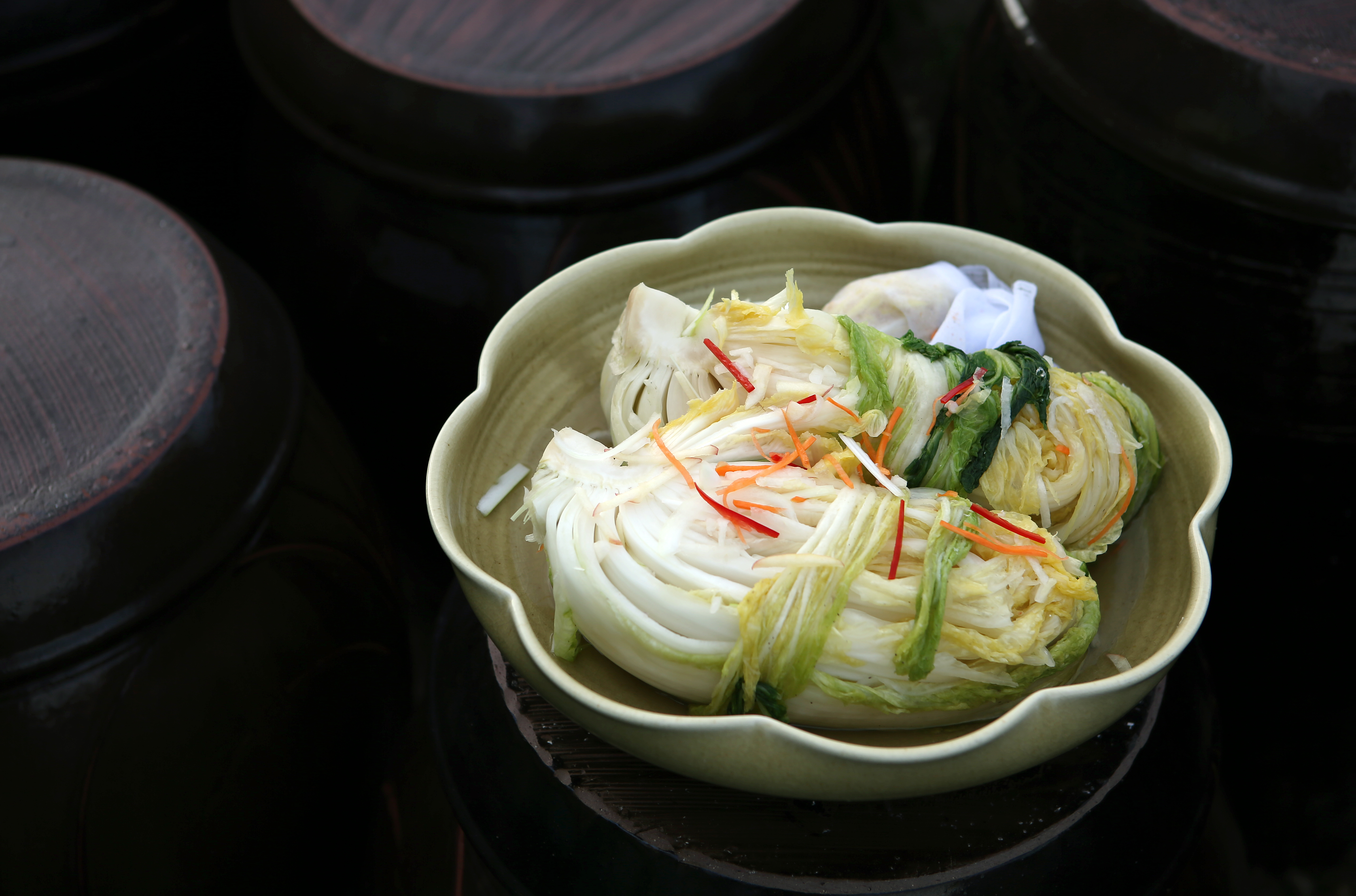
Baek-kimchi

Kimchi verwijst naar vaak gefermenteerde groentegerechten, meestal gemaakt met napa kool, Koreaanse radijs, of soms komkommer. Er zijn 4 soorten grondstoffen die de belangrijkste zijn: specerijen, kruiden en andere aanvullende materialen. Rode en zwarte peper, kaneel, knoflook, gember, ui en mosterd zijn voorbeelden van kruiden. Deze werden opgeslagen in traditionele Koreaanse modderpotten die bekend staan als jangdokdae, hoewel met de komst van koelkasten, speciale kimchivriezers en commercieel geproduceerde kimchi deze praktijk minder gebruikelijk is geworden. Kimchi is een plantaardig voedingsmiddel met weinig calorieën, weinig vet en geen cholesterol. Het is ook een rijke bron van verschillende vitaminen en mineralen. Het bevat vitaminen zoals vitamine A, vitamine B, vitamine C en vitamine K en mineralen zoals calcium, ijzer, fosfor en selenium. Dezelfde lactobacillenbacteriën die in yoghurt en andere gefermenteerde zuivelproducten zitten, zitten ook in kimchi. In 2021 consumeerden Koreanen gezamenlijk 1.965.000 ton Kimchi, waarbij de gemiddelde Koreaan dagelijks 88,3 gram Kimchi consumeerde.

### Noedels

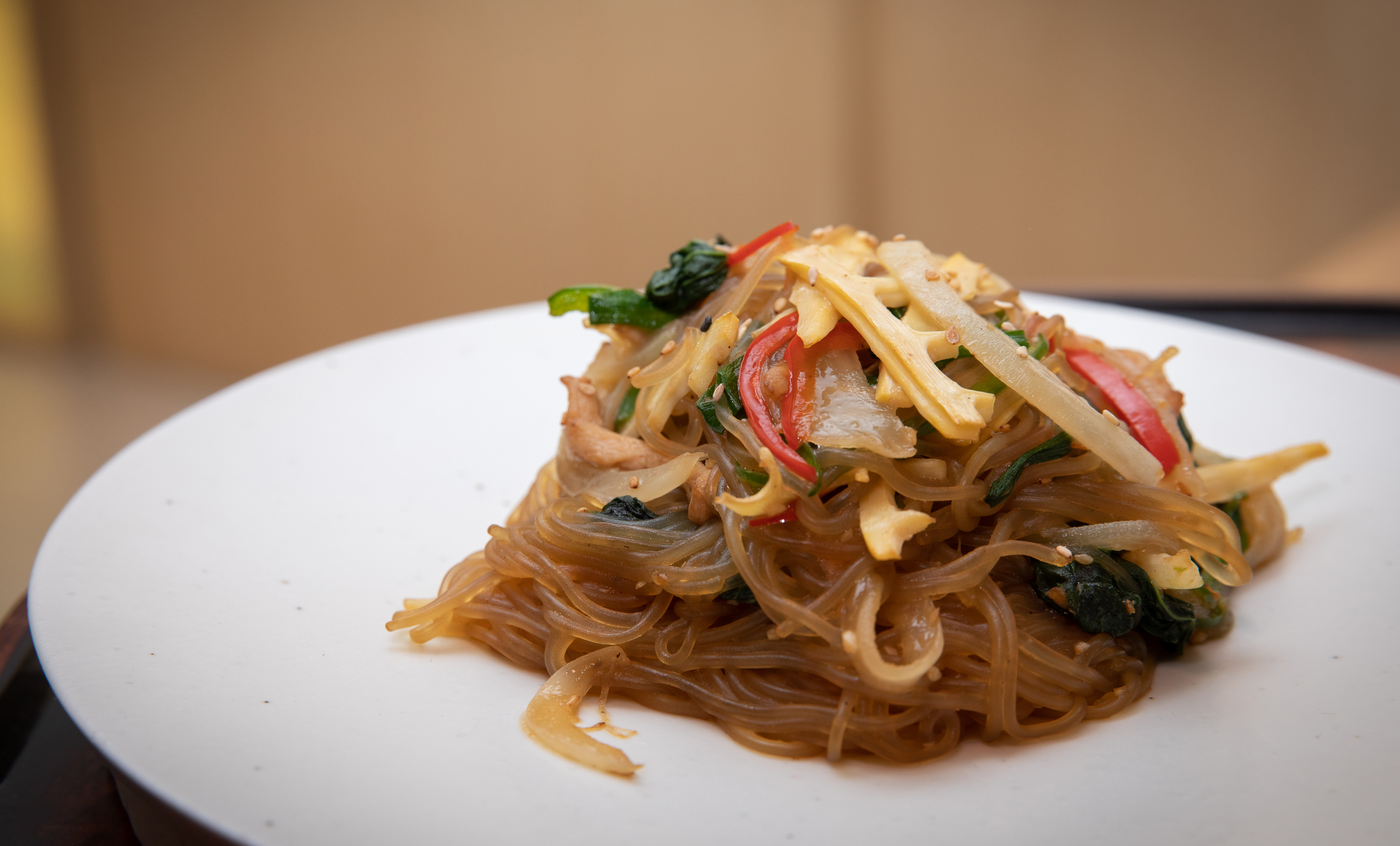
Japchae, een soort Koreaans noedelgerecht gemaakt met gemarineerd rundvlees en groenten in sojasaus en sesamolie

Noedels of noedelgerechten in de Koreaanse keuken worden collectief aangeduid als guksu in het Koreaans of myeon in hanja. Hoewel noedels al sinds de oudheid in Korea werden gegeten, werd er minder tarwe geproduceerd dan andere gewassen, zodat tarwenoedels pas in 1945 een dagelijks voedingsmiddel werden. Tarwenoedels (milguksu) waren speciaal voedsel voor verjaardagen, bruiloften of gunstige gelegenheden omdat men dacht dat de lange en ononderbroken vorm geassocieerd werd met de gelukzaligheid van een lang leven en een langdurig huwelijk.
In Korea zijn traditionele noedelgerechten onmyeon of guksu jangguk (noedels met een hete heldere bouillon), naengmyeon' (koude boekweitnoedels), bibim guksu' (koude noedelgerecht gemengd met groenten), kalguksu (messnoedels), kongguksu (noedels met koude sojabouillon), japchae (cellofaannoedels gemaakt van zoete aardappel met verschillende groenten) en andere. Aan het koninklijk hof werd baekmyeon (letterlijk “witte noedels”), bestaande uit boekweitnoedels en fazant bouillon, beschouwd als het noedelgerecht van topkwaliteit. Naengmyeon met een koude soep gemengd met dongchimi (waterige radijs kimchi) en bouillon van runderborst werd in de zomer aan het hof gegeten.
- Jajangmyeon, een gekoreaans Chinees noedelgerecht, is razend populair in Korea als snel afhaalmaaltijd. Het wordt gemaakt met een zwarte bonensaus die meestal wordt gebakken met in blokjes gesneden varkensvlees of zeevruchten en een verscheidenheid aan groenten, waaronder courgette en aardappelen. Het wordt vaak besteld en bezorgd, net als Chinees afhaaleten in andere delen van de wereld.
- Ramyeon' verwijst naar Koreaanse instantnoedels vergelijkbaar met ramen.
- Japchae is een gerecht dat wordt gemaakt door geroosterde groenten, champignons en vlees in kokend water te doen, elk van hen geroosterd. Dit is een van de meest populaire gerechten in de Koreaanse traditie die wordt genoten bij speciale gelegenheden zoals bruiloften, feestdagen en verjaardagen. Er zijn twee soorten Japchae, een met glasnoedels en een zonder noedels. Volgens het Koreaanse kookboek Diminbang 음식디미방 (rond 1670), is er alleen het recept zonder glasnoedels. Het originele recept zonder glasnoedels wordt gemaakt door groenten zoals komkommers, pijnboompitten, taugé, klokjesbloemen, groene uien te koken, waarna ze worden bestrooid met gember, peper, sesamolie en bloem. De saus wordt gemaakt door gehakt roze vlees en sojabonenpasta te koken die licht wordt gefilterd met sesamolie en bloem. Om de naam te evenaren werden er meer dan 20 ingrediënten gebruikt. In Gyongon Yoram (규곤요람閨壼要覽) wordt ook japchae op smaak gebracht met mosterdsaus zonder glasnoedels. Sinds de jaren dertig verschijnt echter het japchae-recept met glasnoedels naast het originele recept. Ook werd tijdens de Joseon-dynastie (조선요리법朝鮮料理法) het recept voor japchae, met en zonder glasnoedels, toegevoegd aan het kookboek. Ook is er in de jaren dertig een variant van japchae met vlees, of een met abalone of andere zeevruchten. Het is een lokaal gerecht dat detraditioneel recept. In de regio Jinju is Jamung-sam, Yokimun, een lokaal gerecht met sojasaus en sesamolie, en de zeevruchten, zoals octopus, roggen en verschillende groenten gemengd in olie gekleurd. Omdat het verschillende ingrediënten gebruikt, heeft het veel calorieën, eiwitten, vetten, vitaminen, mineralen en voldoende voedingsstoffen. Het is het eerste item om te kiezen als je een feesttafel wilt.

### Banchan
Banchan is een term die collectief verwijst naar bijgerechten in de Koreaanse keuken. Soepen en stoofschotels worden niet beschouwd als banchan. 

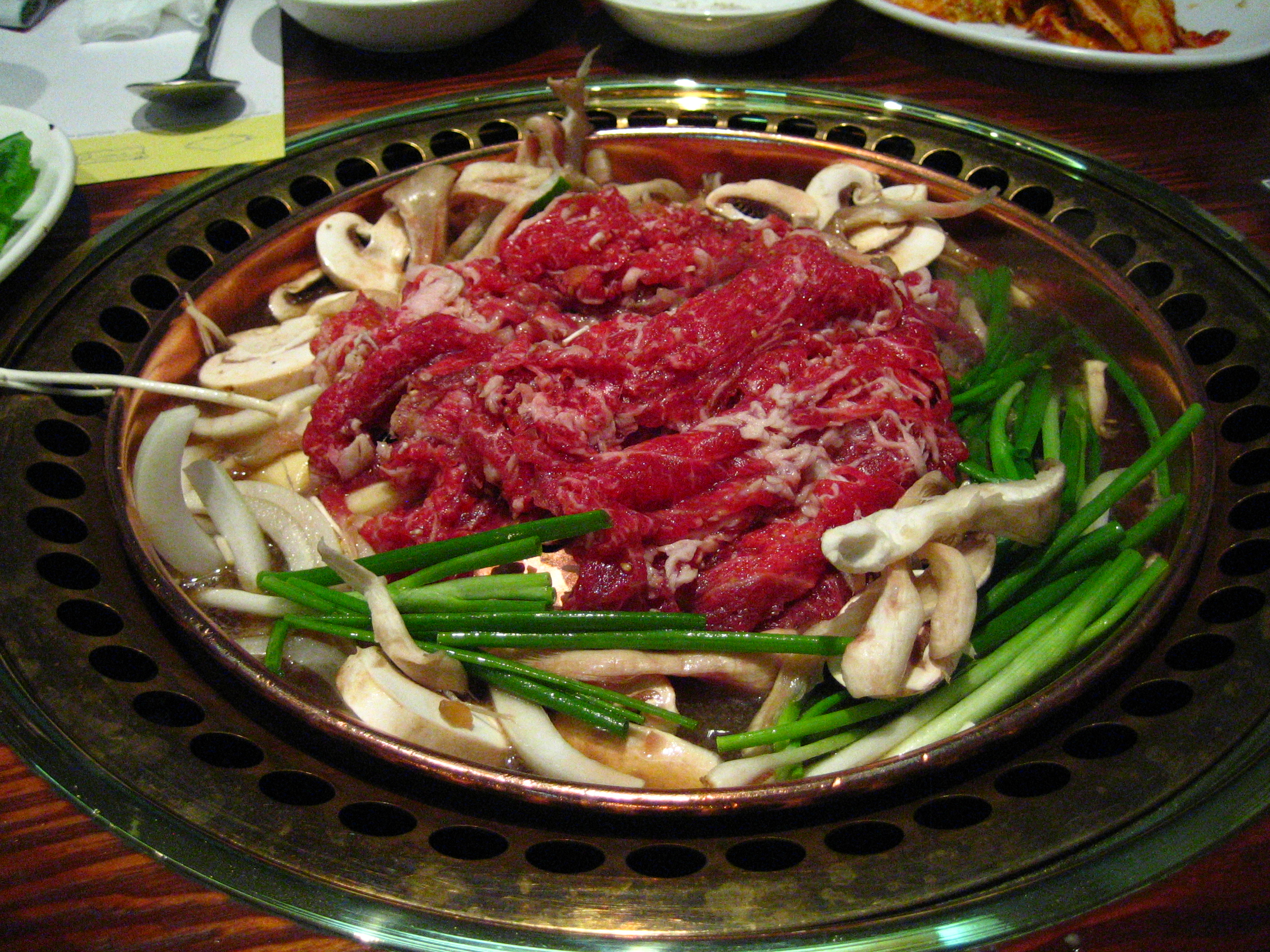
Bulgogi, een gegrild Koreaans gerecht; het vlees en de groenten die hier worden getoond, zijn nog niet gegrild.

Gui zijn gegrilde gerechten, die meestal vlees of vis als hoofdingrediënt hebben, maar in sommige gevallen ook gegrilde groenten of andere plantaardige ingrediënten kunnen bevatten. In traditionele restaurants wordt vlees in het midden van de tafel gekookt op een houtskoolgrill, omringd door verschillende banchan en individuele rijstkommen. Het gekookte vlees wordt vervolgens in kleine stukjes gesneden en omwikkeld met verse slabladeren, met rijst, dun gesneden knoflook, ssamjang (een mengsel van gochujang en dwenjang) en andere kruiden. Het achtervoegsel gui wordt vaak weggelaten in de namen van op vlees gebaseerde gui zoals galbi, waarvan de naam oorspronkelijk galbi gui was.
Jjim en seon (gestoomde gerechten) zijn algemene termen die verwijzen naar gestoomde of gekookte gerechten in de Koreaanse keuken. De eerste wordt echter gemaakt met vlees of zeevruchten, gemarineerd in gochujang of ganjang, terwijl seon wordt gemaakt met groenten gevuld met vullingen.
Hoe (rauwe gerechten): hoewel de term oorspronkelijk verwees naar elk soort rauw gerecht, wordt het over het algemeen gebruikt om te verwijzen naar saengseonhweh (생선회, rauwe visgerechten). Het wordt gedoopt in gochujang, of sojasaus met wasabi, en geserveerd met sla of perilla bladeren.

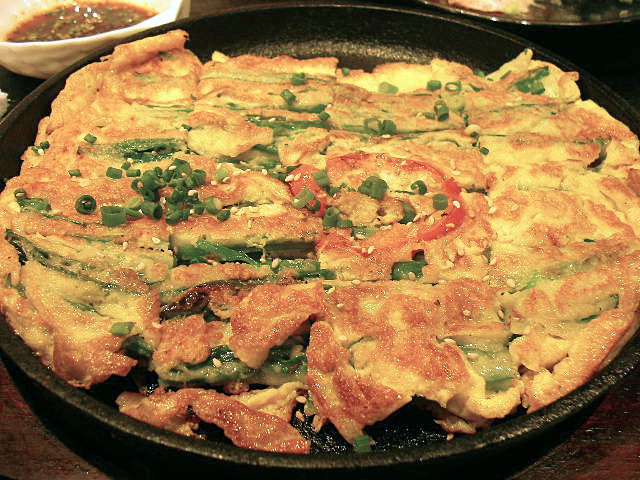
Bindaeddeok

Jeon (of buchimgae) is een Koreaanse hartige pannenkoek gemaakt van verschillende ingrediënten. Gehakte kimchi of zeevruchten worden gemengd in een beslag op basis van tarwemeel en vervolgens gebakken in de pan. Dit gerecht wordt meestal gedoopt in een mengsel van sojasaus, azijn en rode peperpoeder. Het kan worden geserveerd als voorgerecht, bijgerecht (banchan) of vergezeld van alcohol (anju).
Er zijn enkele zoete varianten genaamd Hwajeon wat bloemenpannenkoeken betekent.
Kookoliën zoals soja en maïs worden tegenwoordig gebruikt, hoewel de technologie die nodig is om deze oliën te produceren niet beschikbaar was tijdens de Joseon-dynastie.

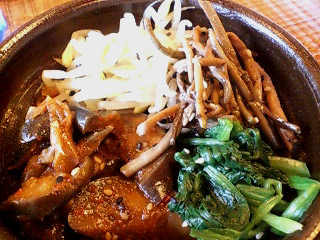
Namul

Namul kan verwijzen naar saengchae (생채, letterlijk "verse groenten") of sukchae (숙채, letterlijk "verwarmde groenten"), hoewel de term over het algemeen het laatste aangeeft. Saengchae wordt meestal op smaak gebracht met azijn, chilipeperpoeder en zout om een pittige en verfrissende smaak te geven. Aan de andere kant wordt sukchae geblancheerd en op smaak gebracht met sojasaus, sesamolie, gehakte knoflook of soms chilipeperpoeder.

### Anju(bijgerechten bij alcoholische dranken)

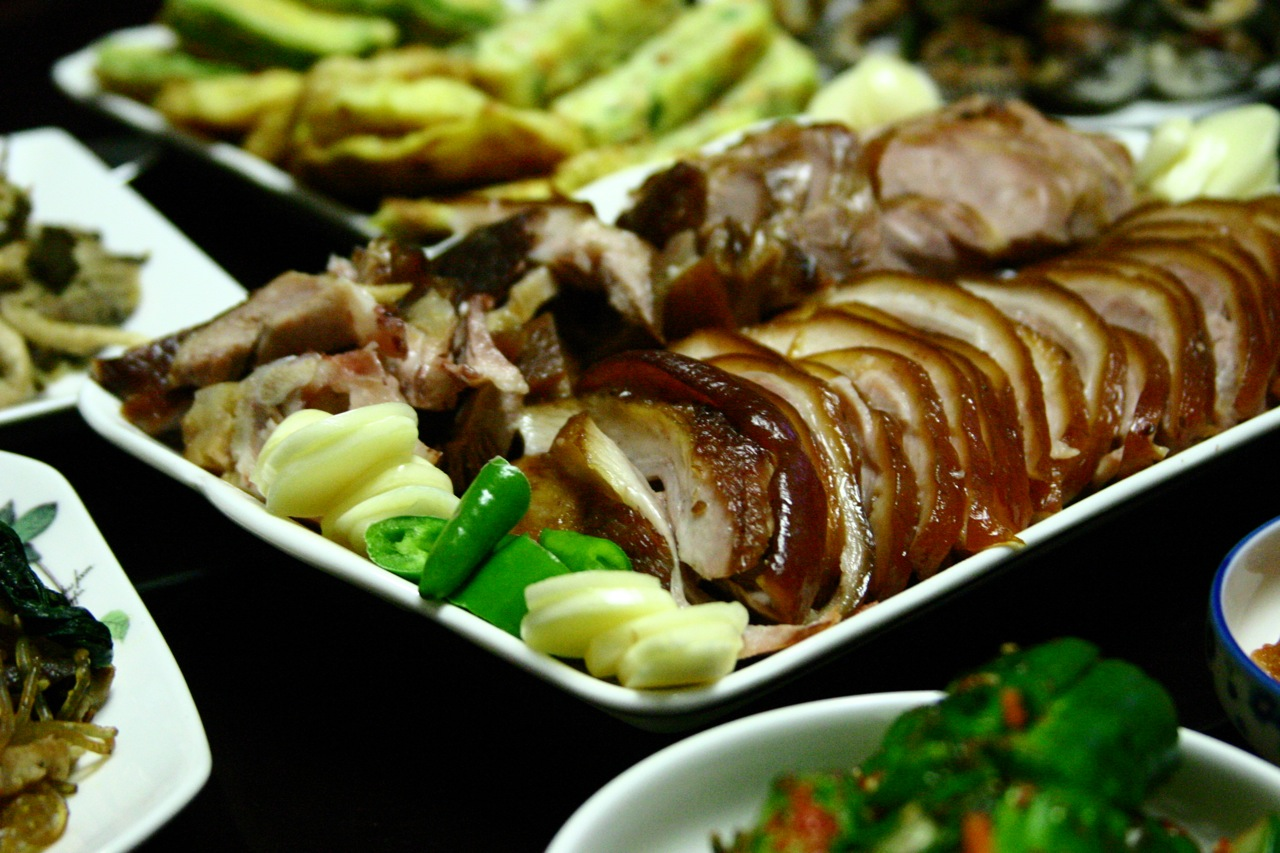
Jokbal : varkenspoten, een type Anju.

Anju is een algemene term voor een Koreaans bijgerecht dat bij alcohol wordt geconsumeerd. Het past goed bij traditionele Koreaanse alcohol zoals Soju of Makgeolli en helpt mensen om meer van hun drankgebruik te genieten. Enkele voorbeelden van anju zijn gestoomde inktvis met gochujang, diverse soorten fruit, dubu kimchi (tofu met kimchi), pinda's, odeng/ohmuk, sora (een soort schelpdier dat populair is in eettentjes op straat), en nakji (kleine octopus) en Jokbal (varkenspoot geserveerd met gezouten garnalensaus). Samgyupsal (varkensbuik) wordt ook beschouwd als Anju met Soju. De meeste Koreaanse gerechten kunnen worden beschouwd als 'anju', aangezien het eten dat naast de alcohol wordt geconsumeerd, afhankelijk is van de smaak en voorkeuren van de eter.

## Dranken

### Non-alcoholische dranken

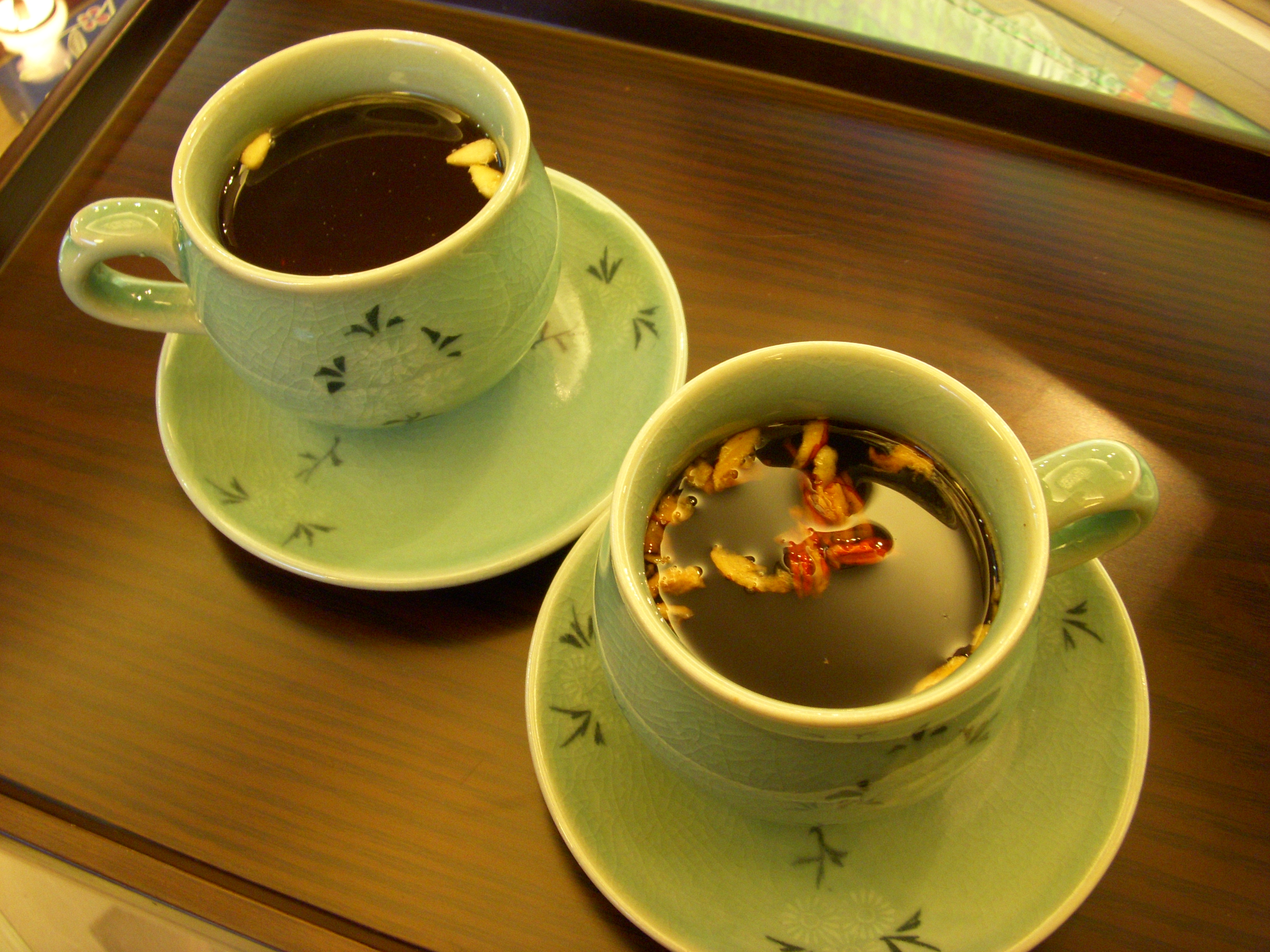
Daechu cha (jujube-thee)

Alle traditionele Koreaanse non-alcoholische dranken worden aangeduid als eumcheong of eumcheongnyu (음청류), wat letterlijk "heldere dranken" betekent. Volgens historische documenten over de Koreaanse keuken zijn er 193 soorten eumcheongnyu geregistreerd.
Eumcheongnyu kan worden onderverdeeld in de volgende categorieën: thee, hwachae (vruchtenpunch), sikhye (zoete rijstdrank), sujeonggwa (kaki-punch), tang (탕, gekookt water), jang (장, gefermenteerd graansap met een zure smaak), suksu (숙수, drank gemaakt van kruiden), galsu (갈수, drank gemaakt van fruitextract en Oosterse geneeskunde), honingwater, sap en melk, afhankelijk van de ingrediënten en bereidingsmethoden.

## Alcoholische dranken
Hoewel soju de bekendste alcoholische drank is, zijn er meer dan 100 verschillende alcoholische dranken, zoals bieren, rijst- en fruitwijnen en likeuren, die in Zuid-Korea worden geproduceerd, evenals een zoete rijstdrank. De best verkochte binnenlandse bieren (maekju in het Koreaans) zijn lager-bieren, die verschillen van westerse bieren doordat ze worden gebrouwen met rijst in plaats van gerst. Hierdoor zijn Koreaanse bieren lichter, zoeter en hebben ze minder schuim dan hun westerse tegenhangers. De Zuid-Koreaanse biermarkt wordt gedomineerd door de twee grootste brouwerijen: Hite en OB. Taedonggang is een Noord-Koreaans bier dat sinds 2002 wordt geproduceerd in een brouwerij in Pyongyang. Sinds 2002 groeien microbrouwerij-bieren en -bars in populariteit.
Soju is een heldere sterke drank die oorspronkelijk werd gemaakt van graan, met name rijst, maar tegenwoordig ook van zoete aardappelen of gerst. Soju gemaakt van graan wordt als superieur beschouwd (net zoals graan vodka vaak als beter wordt gezien dan aardappelvodka). Soju heeft een alcoholpercentage van ongeveer 22% en is een favoriete drank onder krap bij kas zittende studenten, hardwerkende zakenmensen en arbeiders.
Yakju is een verfijnde, heldere alcoholische drank die wordt gefermenteerd uit rijst, waarvan cheongju de bekendste variant is. Takju is een dikke, ongefilterde alcoholische drank gemaakt van granen, waarvan makgeolli de bekendste is—een witte, melkachtige rijstwijn die traditioneel door boeren wordt gedronken.
Naast rijstwijn bestaan er in de Koreaanse keuken verschillende fruit- en kruidenwijnen. Populaire varianten zijn gemaakt van acacia, maesil (pruim), Chinese kweepeer, kers, dennenappel en granaatappel. Majuang-wijn (een blend van Koreaanse druiven met Franse of Amerikaanse wijnen) en ginseng-gebaseerde wijnen zijn ook verkrijgbaar.

### Koreaanse zoetigheden

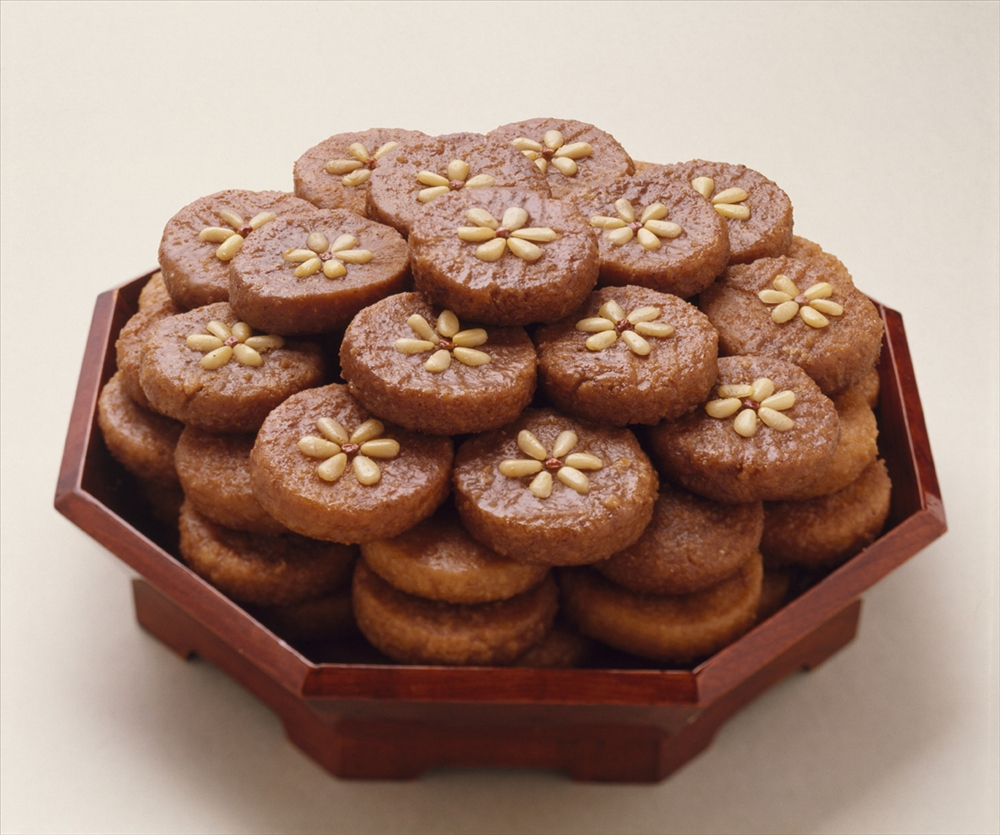
Yakgwa (een bloemenkoekje gemaakt van honing, sesamolie en tarwemeel).

Traditionele rijstcakes zoals tteok en Koreaanse zoetigheden, bekend als hangwa, worden gegeten als traktatie tijdens feestdagen en festivals. Tteok verwijst naar allerlei soorten rijstcakes, gemaakt van gestampte rijst (메떡, metteok), gestampte kleefrijst (찰떡, chaltteok) of hele kleefrijst zonder stampen. Ze worden gevuld of bedekt met gezoete mungbonenpasta, rodebonenpasta, geprakte rode bonen, rozijnen of vullingen van sesamzaad, zoete pompoen, bonen, jujube, pijnboompitten of honing. Tteok wordt vaak geserveerd als dessert of snack. Een bekende variant is Songpyeon, een kleverige, gevulde tteok die tijdens Chuseok wordt gegeten. De vulling bestaat uit honing, gezoete sesam of zwarte bonen, en de tteok wordt gestoomd met pijnboomblaadjes voor extra smaak.
Yaksik is een zoete rijstcake op basis van kleefrijst, kastanjes, pijnboompitten en jujubes, terwijl Chapssaltteok een tteok is gevuld met zoete bonenpasta.
Hangwa is een overkoepelende term voor traditionele Koreaanse zoetigheden. Ze worden gemaakt van graanmeel, honing, yeot (Koreaanse siroop), suiker, fruit en eetbare wortels. Hangwa wordt onderverdeeld in verschillende soorten, waaronder:
Yumilgwa: gefrituurde lekkernijen zoals maejakgwa (ringen van tarwemeel, plantaardige olie, kaneel, gember, jocheong en pijnboompitten) en Yakgwa, een bloemenkoekje gemaakt van honing, sesamolie en tarwemeel.
Suksilgwa: gezoet fruit of noten die gekookt en vervolgens gevormd worden in decoratieve vormen.
Gwapyeon: een gelei-achtig dessert van zuur fruit, zetmeel en suiker.
Dasik: traditionele theelekkernijen, gemaakt door rijstmeel, honing en verschillende bloemsoorten van noten, kruiden, sesam of jujube te kneden en in vormen te persen.
Jeonggwa: vruchten, plantenwortels en zaden gekookt in honing, Mullyeot of suiker, vergelijkbaar met marmelade.
Yeot: een traditionele Koreaanse snoepsoort in vloeibare of vaste vorm, gemaakt van gestoomde rijst, kleefrijst, kaoliang, maïs, zoete aardappels of gemengde granen. Deze ingrediënten worden licht gefermenteerd en langdurig gekookt in een sot (traditionele kookpot).
Yugwa en Yakgwa zijn typische desserts die vaak geserveerd worden tijdens Chuseok, huwelijken of een zestigste verjaardag.